# Bauhinia mombassae
Bauhinia mombassae är en ärtväxtart som beskrevs av Wilhelm Vatke. Bauhinia mombassae ingår i släktet Bauhinia och familjen ärtväxter. Inga underarter finns listade i Catalogue of Life.